# Josef Kandert (politik)
Josef Kandert (16. dubna 1838 Praha – 26. listopadu 1901 Praha-Nové Město) byl český architekt, stavitel, pražský komunální politik a mecenáš. Za svou kariéru vypracoval celou řadu především novorenesančních návrhů a realizací staveb, zejména pak v rodné Praze.

## Život
Narodil se v Praze jako nejstarší ze tří synů Josefa Kanderta staršího, (1805-1871), majitele lázní v Eliščině třídě na Novém Městě, a jeho manželky Marie.. Vystudoval reálné gymnázium a poté obor architektura a stavitelství na pražské polytechnice.
Přibližně od 60. let 19. století se zabýval vlastní stavební činností, zpočátku opakovaně spolupracoval s architektem Otto Ehlenem. Roku 1874 byl zvolen do obecního zastupitelstva Nového Města pražského, kde zasedal až do roku 1896. Od roku 1875 byl též členem rady města Prahy a v letech 1887 až 1890 vykonával funkci náměstka primátora města Prahy. Jako člen a předseda dozorčí komise se staral o opravu Prašné brány. Rovněž se podílel na organizaci Jubilejní zemské výstavy v Praze v roce 1891.
Za zásluhy mu byl udělen Zlatý záslužný kříž s korunou a rytířský Řád císaře Františka Josefa. Správou města mu byla věnována Zlatá medaile královského hlavního města Prahy.
Josef Kandert zemřel 26. listopadu 1901 v Praze-Novém Městě ve věku 63 let. Pohřben byl na Olšanských hřbitovech. Ve své závěti odkázal značné jmění značného jmění Ústřední Matici školské. V záznamech je uváděn jako svobodný a bezdětný.

## Dílo (výběr)
- Eliščiny lázně, pozdější Revoluční ulice, Praha-Nové Město (společně s O. Ehlenem, 1869); objednavatelem a majitelem lázní byl Josef Kandert starší
- Dům U Diesbachů čp. 1480/II, Panská ulice 10, Praha 1-Nové Město, nástavba a adaptace (společně s O. Ehlenem, 1869)
- Obchodní a nájemní dům firmy Rudolf Ditmar čp.767/II, Jungmannovo náměstí 6, Praha-Nové Město (společně s O. Ehlenem, 1873)
- Veiderův dům, Ovocný trh, Praha-Staré Město
- Thonetův dům, Ovocný trh, Praha-Staré Město
- Glauberův dům, někdejší Sadová třída, Praha
- Měšťanský dům čp. 86/II, Spálená 9, Praha-Nové Město
- Nárožní dům čp. 1568/23, Washingtonova 23, Praha-Nové Město (podle projektu Ludwiga Zettla, 1878-1879)[4]

## Galerie

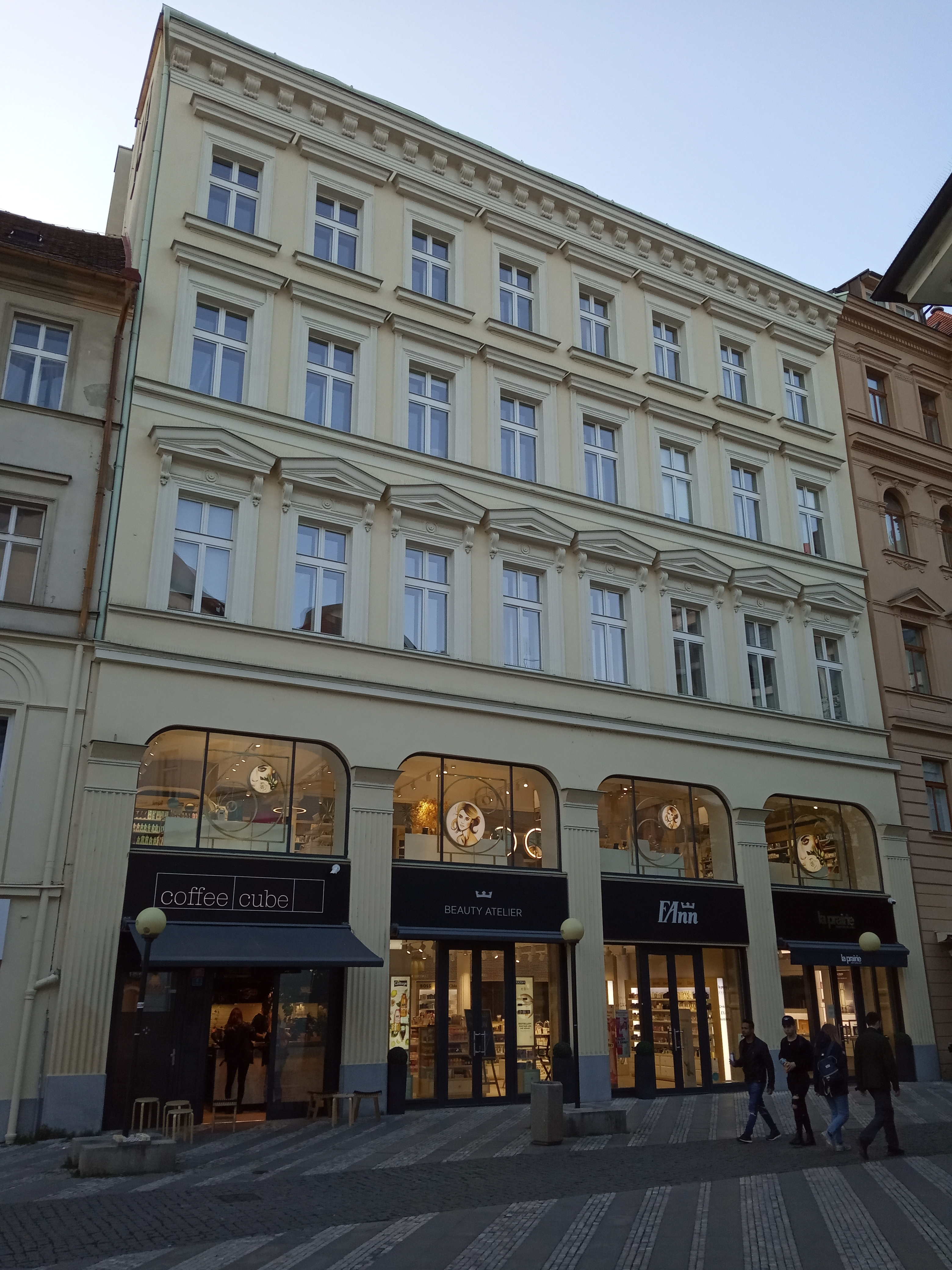
Obchodní a nájemní dům Rudolfa Ditmara‎, Jungmannovo náměstí, Praha-Nové Město
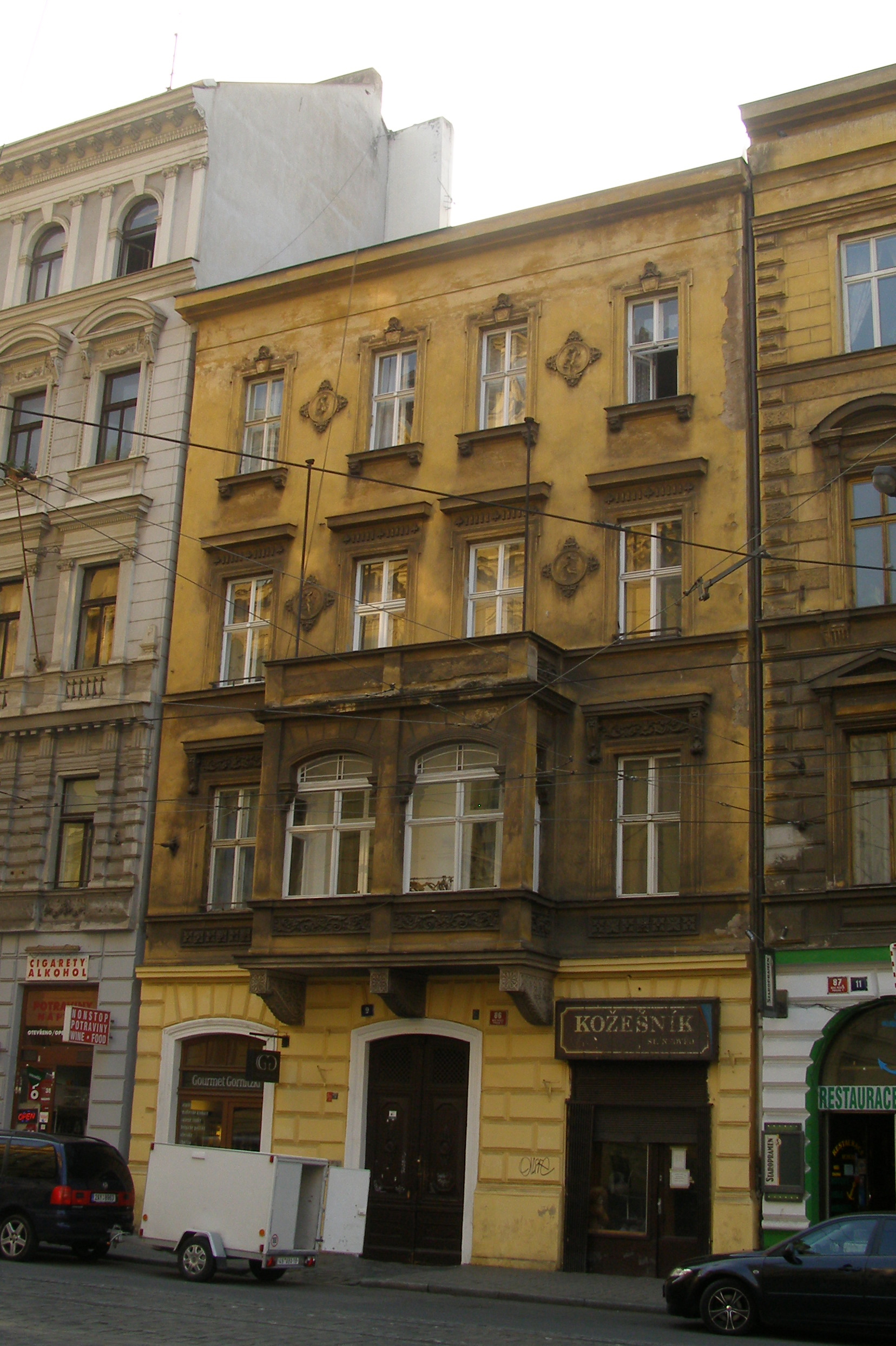
Měšťanský dům, Spálená 9, Praha-Nové Město
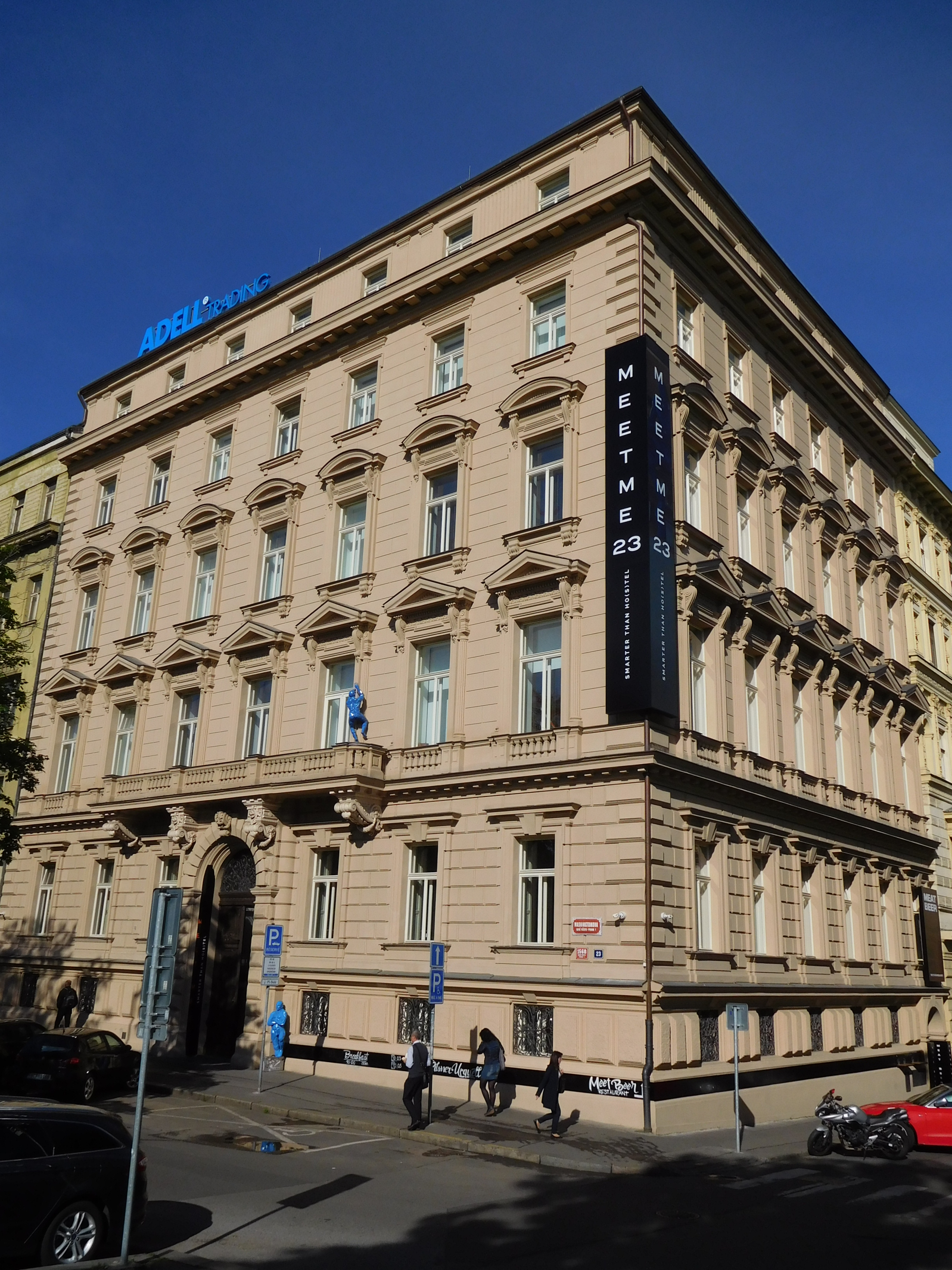
Nárožní dům čp. 1568/23, Washingtonova, Praha-Nové Město